# Bilder von uns
Bilder von uns ist ein Schauspiel in 52 Bildern von Thomas Melle, das am 21. Januar 2016 unter der Regie von Alice Buddeberg im Theater Bonn uraufgeführt wurde. Melle thematisierte darin die realen Missbrauchsfälle am Aloisiuskolleg in seiner Heimatstadt Bonn. Das Stück war für den Mülheimer Dramatikpreis 2016 nominiert und erschien 2021 in der Reihe Theater der Gegenwart des Reclam-Verlags.

## Handlung
Jesko, erfolgreicher Chef der größten Zeitung Deutschlands und Familienvater, sitzt gerade am Steuer, als er eine Bildnachricht erhält. Vor Schreck rast er beinahe in eine Schulklasse, denn das Foto auf seinem Handy zeigt ihn selbst nackt als Internatsschüler. Erschüttert sucht er nach dem Absender des Bildes. Als ersten trifft er Malte, einen junggebliebenen ehemaligen Mitschüler, der Jesko reichlich Informationen über die ehemaligen Mitschüler geben kann: Matuschka sitzt wegen Kinderpornografie im Gefängnis, Johannes ist erfolgreicher Anwalt und Konstatin ist depressiv und arbeitslos. Eines haben sie alle gemeinsam: die Bilder. Während ihrer Zeit im katholischen Gymnasium wurden die Knaben von ihrem Lehrer, Pater Stein, nackt fotografiert und teilweise sexuell belästigt und missbraucht. Das Stück zeigt, wie Erinnerungen unterschiedlich wahrgenommen und sogar verdrängt werden können. Jeder Charakter hat eine eigene Version der Geschichte, was zu Meinungsverschiedenheiten über den Umgang mit den Bildern führt. Schließlich gelangt ihrer Geschichte an die Öffentlichkeit. Für Konstantin wird die Konfrontation mit der Vergangenheit zu erdrückend. Er sieht keinen anderen Ausweg und nimmt sich das Leben. Bei seiner Beerdigung wird bekannt, dass seine Freundin Sandra, selbst psychisch angeschlagen, die Bilder verschickt hat. In einem letzten verzweifelten Akt fährt Jesko gemeinsam mit ihr in ihre frühere Psychiatrie. Beide überlebten die Fahrt nicht.

## Aufführungen
Die Uraufführung fand am 21. Januar 2016 in der Werkstattbühne des Theaters Bonn statt. Regie führte Alice Buddeberg. Es spielten Benjamin Grüter (Jesko), Mareike Hein (Bettina), Hajo Tuschy (Malte), Holger Kraft (Johannes), Benjamin Berger (Konstantin), Johanna Falckner (Lehrerin Sandra) und Lydia Stäubli (Katja).
Seither wurde das Stück fünf weitere Male in Deutschland inszeniert, stets in den katholisch dominierten deutschen Bundesländern Nordrhein-Westfalen (Bonn, Wuppertal, Aachen) und Bayern (Regensburg, München, Leuchtenberg):
- Theater Regensburg, Theater am Haidplatz, EA 23. April 2017, Regie: Charlotte Koppenhöfer[3]
- Schauspiel Wuppertal, Theater am Engelsgarten, EA 13. Oktober 2017, Regie: Henri Hüster[4]
- Volkstheater München, EA 30. März 2023, Regie: Christian Stückl[5]
- Landestheater Oberpfalz, Leuchtenberg, EA 5. April 2024, Regie: Florian Tobias Beck[6]
- Grenzlandtheater Aachen, EA 27. September 2024, Regie: Ingmar Otto[7]

Schon die Bonner Uraufführung wurde als „Stück, das direkt mit Bonn zu tun hat und doch weit darüber hinaus weist“ rezipiert. Die Regensburger und Leuchtenberger Aufführungen standen ganz im Zeichen der Missbrauchsfälle bei den Regensburger Domspatzen, die zeitgleich mit denjenigen am Aloisiuskolleg publik wurden. Bei der Münchner Aufführung ergänzte Regisseur Christian Stückl Melles Text explizit mit Berichten realer bayrischer Vorkommnisse wie bei den Domspatzen oder am Benediktinergymnasium Ettal, was in der Kritik zwar als wenig subtil kritisiert, in Grundaussage und Appell aber gutgeheißen wurde:

„Schaut hin! Die Bereitschaft zur Aufklärung von Missbrauchsfällen in der katholischen Kirche hält sich in Grenzen und die Entschädigung der Opfer ist immer noch beschämend gering.“

Am 30. Oktober 2021 wurde das Stück zum ersten Mal in einer slowakischen Übersetzung von Martina Vannayová am Stadttheater (Mestské divadlo) von Žilina gegeben.

## Rezeption
Wie „ein klassischer Psychothriller Alfred Hitchcocks“ beginne das Stück, schrieb Stefan Keim auf Nachtkritik.de.

„Melle verbindet packende, psychologische Dialogszenen mit erzählenden und reflektierenden Prosatexten. In ihnen bekommt das Stück poetische und philosophische Qualität, wird zum Nachdenken über das Wesen der Bilder an sich. [...] Nur im Mittelteil werden die Debatten der Missbrauchten ein wenig didaktisch und langatmig. Doch dann findet die Aufführung zum Thriller zurück, und es gibt eine sehr interessante Auflösung der Frage, wer denn nun Jesko diese Bilder aufs Handy geschickt hat.“

Nicole Bolz sprach in der Wuppertaler Rundschau von „großem Theater“, das „intim, intensiv und emotional aufwühlend“ sei.

„Autor Thomas Melle [...] behandelt in seinem Stück nicht die bei Missbrauch übliche Frage nach der Schuld. Sein Blick gehört den Opfern und der Frage nach dem Vergessen, dem Verdrängen und der Wahrheit.“

## Hörspiel
Deutschlandradio und der Norddeutsche Rundfunk (NDR) produzierten ein gleichnamiges 79-minütiges Hörspiel, das am 3. Oktober 2017 auf Deutschlandfunk Kultur erstmals gesendet wurde. Steffen Moratz zeichnete für die Bearbeitung verantwortlich und führte auch Regie. Hans Platzgumer schrieb die Musik. Es sprachen Max von Pufendorf (Jesko), Nico Holonics (Matle), Sebastian Blomberg (Johannes), Oliver Urbanski (Konstantin), Cristin König (Lehrerin), Eva Meckbach (Bettina), Deborah Kaufmann (Sandra), Maria Hartmann (Beamtin), Wilfried Hochholdinger (Reporter) und Friedhelm Ptok (Stimme).

## Textausgabe
- Thomas Melle: Bilder von uns. Stück. Nachwort von Carlo Brune. Reclam, Dietzingen 2021, ISBN 978-3-15-014203-5.